# Cần Thơ (tỉnh)
Cần Thơ là một tỉnh cũ ở miền Tây Nam Bộ, vùng Đồng bằng sông Cửu Long, Việt Nam.

## Địa lý
Tỉnh Cần Thơ có vị trí địa lý (tại thời điểm 1992–2003):
- Phía đông giáp tỉnh Vĩnh Long
- Phía tây giáp tỉnh Kiên Giang
- Phía nam giáp tỉnh Minh Hải (trước 1997); tỉnh Bạc Liêu (sau 1997) và tỉnh Sóc Trăng
- Phía bắc giáp tỉnh An Giang và tỉnh Đồng Tháp.

## Hành chính
Tỉnh Cần Thơ có 9 đơn vị hành chính trực thuộc, bao gồm thành phố Cần Thơ (tỉnh lỵ), thị xã Vị Thanh và 7 huyện: Châu Thành, Châu Thành A, Phụng Hiệp, Vị Thủy, Long Mỹ, Ô Môn, Thốt Nốt.

## Lịch sử

Bản đồ hạt Cần Thơ năm 1890

### Thời Pháp thuộc

#### Trước năm 1900
Cần Thơ vốn là đất cũ thuộc huyện Vĩnh Định và sau đó là huyện Phong Phú của tỉnh An Giang thời Nam Kỳ Lục tỉnh dưới triều nhà Nguyễn độc lập. Lúc bấy giờ, tỉnh lỵ toàn tỉnh An Giang cũ đặt tại thành Châu Đốc (ngày nay là thành phố Châu Đốc của tỉnh An Giang), còn Cần Thơ chỉ là nơi đặt lỵ sở của huyện Phong Phú.
Ngày 21 tháng 6 năm 1867, quân Pháp chiếm gọn tỉnh An Giang. Lúc này, Pháp thành lập ngay hạt thanh tra Tân Thành trên địa bàn phủ Tân Thành của tỉnh An Giang cũ, với lỵ sở hạt đặt tại Sa Đéc. Vùng đất Cần Thơ lúc này vẫn là huyện Phong Phú thuộc về hạt thanh tra Tân Thành. Huyện Phong Phú có địa giới hành chính Bắc giáp phủ Tân Thạnh và phủ Lạc Hóa, Tây – Bắc giáp huyện Tây Xuyên, Đông – Nam giáp huyện Vĩnh Định, phía Nam có nhiều rừng tràm và hổ báo. Huyện Phong Phú được phân cấp hành chính cơ sở gồm 8 tổng (3 tổng cũ, 5 tổng mới phía Nam sông Hậu). Vào thời điểm này ở huyện Phong Phú có 5 chợ chính là: Cần Thơ, Ô Môn, Bình Thủy, Trà Niềng và Cái Răng.
Ngày 16 tháng 8 năm 1867, thực dân Pháp chính thức đổi tên gọi tất cả các địa danh cấp tỉnh và hạt thanh tra theo tên gọi địa điểm nơi đặt lỵ sở tỉnh hoặc hạt thanh tra. Khi đó, tỉnh An Giang được đổi tên thành tỉnh Châu Đốc, và hạt thanh tra Sa Đéc thuộc tỉnh Châu Đốc cũng được thành lập do đổi tên từ hạt thanh tra Tân Thành cũ.
Ngày 4 tháng 12 năm 1867, huyện Phong Phú được tách ra khỏi hạt thanh tra Sa Đéc để thành lập mới hạt thanh tra Cần Thơ, với lỵ sở đặt tại Cần Thơ.
Ngày 5 tháng 6 năm 1871, hạt thanh tra Cần Thơ lại bị giải thể và nhập địa bàn vào hạt thanh tra Sa Đéc.
Ngày 30 tháng 4 năm 1872, Thống đốc Nam Kỳ ban hành Nghị định về việc sáp nhập huyện Phong Phú thuộc hạt Sa Đéc với vùng Bắc Tràng thuộc phủ Lạc Hóa, tỉnh Vĩnh Long trước đây để lập thành một hạt mới, lấy tên là hạt Trà Ôn do Toà Bố hạt lúc bấy giờ đặt tại Trà Ôn và tỉnh trưởng lúc đó là Deseravalle. Một năm sau, Toà Bố từ Trà Ôn lại dời về Cái Răng. Hạt thanh tra Trà Ôn khi đó gồm 11 tổng, 119 thôn:
- Tổng Định Bảo có 14 thôn.
- Tổng Định Thới có 14 thôn.
- Tổng Định Thạnh có 7 thôn.
- Tổng Định Phong có 8 thôn.
- Tổng Định An có 6 thôn.
- Tổng An Trường có 18 thôn.
- Tổng Bình Lễ có 9 thôn.
- Tổng Thới Bảo Thổ có 3 thôn.
- Tổng Tuân Lễ có 7 thôn.
- Tổng Tuân Giáo có 22 thôn.
- Tổng Thành Trị có 11 thôn.

Các tổng Tuân Lễ, Tuân Giáo, Bình Lễ, Thành Trị nguyên trước thuộc các huyện Vĩnh Trị và Tuân Ngãi của tỉnh Vĩnh Long; riêng tổng An Trường trước thuộc huyện An Xuyên, phủ Tân Thành, tỉnh An Giang cũ.
Ngày 23 tháng 2 năm 1876, dưới thời tỉnh trưởng Sa Đéc là Schneider, Thống đốc Nam Kỳ ra Nghị định mới lấy toàn bộ huyện Phong Phú, hợp thêm một phần nhỏ thuộc phía nam tỉnh Vĩnh Long cũ và một phần huyện An Xuyên thuộc phủ Tân Thành, tỉnh An Giang cũ (tức tổng An Trường) để lập hạt Cần Thơ với thủ phủ là Cần Thơ. Hạt Cần Thơ thuộc khu vực Bassac (Hậu Giang). Chánh tham biện hạt Cần Thơ đầu tiên là Nicolai (1876–1886), Villard (1877, 3 tháng), Lebrun Bocquillon (1887–?)... Hạt Cần Thơ chia làm 9 tổng, 119 làng, dân số 53.910 người:
- Tổng An Trường có 11 làng.
- Tổng Bình Lễ có 10 làng.
- Tổng Định An có 6 làng.
- Tổng Định Bảo có 11 làng.
- Tổng Định Thới có 10 làng.
- Tổng Thành Trị có 9 làng.
- Tổng Thới Bảo Thổ có 8 làng.
- Tổng Tuân Giáo có 15 làng.
- Tổng Định Hòa có 10 làng.

Ngày 28 tháng 1 năm 1892, lập mới tổng Định Hòa ở vùng đất phía nam của hạt tham biện Cần Thơ.
| Đơn vị hành chính tỉnh Cần Thơ năm 1897 | Đơn vị hành chính tỉnh Cần Thơ năm 1897 | Đơn vị hành chính tỉnh Cần Thơ năm 1897 |
| STT                                     | Tổng                                    | Làng |
| --------------------------------------- | --------------------------------------- | --- |
| 1                                       | An Trường                               | 11 làng: An Hòa, Định Hòa, Đông Lợi, Đông Thành, Đông Thành Trung, Mỹ Chánh, Mỹ Thuận, Phù Ly, Tân Lược, Tân Phong, Tân Quới                                           |
| 2                                       | Bình Lễ                                 | 10 làng: An Ninh, Bình An, Đông Hậu, Hanh Thông, Loan Tân, Mỹ An, Ngãi Tứ, Tân Thiết, Trung Gia, Thiện Mỹ                                                              |
| 3                                       | Định An                                 | 6 làng: Đông Phú, Hậu Thạnh, Long Hưng, Phú Hữu, Phú Mỹ Đông, Phú Thứ                                                                                                  |
| 4                                       | Định Bảo                                | 11 làng: Mỹ Khánh, Nhơn Ái, Nhơn Nghĩa, Phú Lợi, Tân An, Tân Thạnh Đông, Thạnh An, Thạnh Mỹ, Thới Bình, Thường Thạnh, Thường Thạnh Đông                                |
| 5                                       | Định Hòa                                | 10 làng: Đồng Sơn, Long Sơn, Mỹ Trường, Như Lăng, Phụng Sơn, Thạnh Xuân, Thanh Hưng, Thường Bình, Trường Khánh, Phụng Tường                                            |
| 6                                       | Định Thới                               | 10 làng: Bình Phước, Bình Xuân, Long Tuyền, Phú Luông, Tân Thới, Thới An, Thới An Đông, Thới Giai, Thới Hanh, Thới Hưng                                                |
| 7                                       | Thành Trị                               | 9 làng: Gia Kiết, Hựu Thạnh, Ngãi Lộ, Thuận Thới, Tích Hóa, Tích Khánh, Trà Côn, Trà Sơn, Vĩnh Xuân                                                                    |
| 8                                       | Thới Bảo Thổ                            | 8 làng: Định Môn, Trường Long, Ô Môn, Thới Lai, Thới Thạnh, Thới Thạnh Hạ, Trường Lạc, Trường Thành                                                                    |
| 9                                       | Tuân Giáo                               | 15 làng: An Phụ, An Thổ, Châu Hưng, Gia Thạnh, Hương Khê, Lương Điền, Phong Nhượng, Phong Phụ, Phong Thới, Tân Hòa, Tam Ngãi, Tam Hòa, Thạnh Phú, Thơ Đôi, Thông Thảo. |

#### Sau năm 1900
Ngày 20 tháng 12 năm 1899, Toàn quyền Đông Dương ban hành Nghị định về việc đổi tên gọi tất cả các hạt tham biện (arrondissement) thành tỉnh (province) và chính thức đi vào hoạt động kể từ ngày 1 tháng 1 năm 1900 trên toàn cõi Nam Kỳ. Như vậy, tỉnh Cần Thơ (province de Cantho) là một trong 20 tỉnh ở Nam Kỳ lúc bấy giờ. Bên dưới cấp tỉnh ban đầu chia thành các tổng (canton) trực thuộc.
Năm 1904, toàn tỉnh Cần Thơ có 10 chợ như sau:
- Cần Thơ: Làng Tân An, tổng Định Bảo.
- Cái Răng: Làng Thường Thạnh, tổng Định Bảo.
- Phong Điền: Làng Nhơn Ái, tổng Định Bảo.
- Bình Thủy: Làng Long Tuyền, tổng Định Thới.
- Ô Môn: Làng Thới Thạnh, tổng Thới Bảo
- Cái Vồn: Làng Mỹ Thuận, tổng An Trường.
- Trà Luộc: Làng Hanh Thông, tổng Bình Lễ.
- Trà Ôn: Làng Thiện Mỹ, tổng Bình Lễ.
- Cầu Kè: Làng An Phú, tổng Tuân Giáo.
- La Ghì: Làng Vĩnh Xuân, tổng Thành Trị.

Năm 1903, Tỉnh trưởng Cần Thơ Delanoue chia đôi tổng Định Hòa để lập thêm tổng Định Phước.
Năm 1904, tỉnh Cần Thơ gồm 10 tổng trực thuộc: An Trường, Bình Lễ, Định An, Định Bảo, Định Hòa, Định Phước, Định Thới, Thới Bảo Thổ, Thành Trị, Tuân Giáo.
Năm 1913, Toàn quyền Đông Dương cho thành lập 4 quận (circonscription) trực thuộc tỉnh Cần Thơ: Châu Thành, Cầu Kè, Ô Môn, Rạch Gòi. Tên các quận này vốn được lấy theo tên làng hoặc tên chợ nơi đặt quận lỵ. Riêng quận Châu Thành được thành lập trên địa bàn một số tổng thuộc khu vực nơi đặt tỉnh lỵ Cần Thơ và các vùng phụ cận.
Năm 1915, tỉnh Cần Thơ có 189.837 người Kinh, 14.369 người Miên, 5.762 người Hoa, 3048 người Minh Hương, 127 người Âu và 313 người các dân tộc khác. Tỉnh trưởng Cần Thơ lúc đó là Tholance (từ tháng 3/1915 đến tháng 11/1915).
Năm 1917, do quận lỵ được dời từ Rạch Gòi về Phụng Hiệp, thực dân Pháp giải thể quận Rạch Gòi để thành lập mới quận Phụng Hiệp. Tỉnh trưởng lúc này là Caillard (từ 11/1915 đến 4/1917).
Năm 1917, tỉnh Cần Thơ có diện tích 2.191 km², gồm 4 quận, 10 tổng, 94 làng:
| Đơn vị hành chính tỉnh Cần Thơ | Đơn vị hành chính tỉnh Cần Thơ | Đơn vị hành chính tỉnh Cần Thơ                                            |
| STT                            | Quận                           | Tổng                                                                      |
| ------------------------------ | ------------------------------ | ------------------------------------------------------------------------- |
| 1                              | Châu Thành                     | - Tổng Định Bảo: 12 làng - Tổng An Trường: 11 làng                        |
| 2                              | Ô Môn                          | - Tổng Định Thới: 10 làng - Tổng Thới Bảo: 8 làng                         |
| 3                              | Phụng Hiệp                     | - Tổng Định An: 6 làng - Tổng Định Hòa: 8 làng - Tổng Định Phước: 7 làng  |
| 4                              | Cầu Kè                         | - Tổng Bình Lễ: 9 làng - Tổng Thành Trị: 8 làng - Tổng Tuần Giáo: 15 làng |

Ngày 10 tháng 7 năm 1921, tỉnh Cần Thơ thành lập mới thêm quận Trà Ôn, bao gồm tổng Bình Lễ của quận Cầu Kè chuyển sang và tổng Định An của quận Phụng Hiệp chuyển sang.
Tỉnh lỵ Cần Thơ đặt tại làng Tân An thuộc tổng Định Bảo, quận Châu Thành. 
Ngày 18 tháng 12 năm 1928, Toàn quyền Đông Dương ban hành Nghị định về việc thành lập thành phố Cần Thơ có Ủy ban thành phố, thị trưởng do chủ tỉnh bổ nhiệm và có ngân sách riêng. Tuy nhiên sau này vẫn thường gọi là thị xã Cần Thơ. Thị xã Cần Thơ được thành lập do tách phần đất khu vực tỉnh lỵ và vùng phụ cận vốn thuộc địa bàn làng Tân An trước đó.
Ngày 24 tháng 12 năm 1932, địa bàn tỉnh Cần Thơ được chia lại thành 5 quận:
- Quận Cái Răng: bao gồm cả tỉnh lỵ Cần Thơ, có 2 tổng là Định Bảo (trước thuộc quận Châu Thành cũ) và Định An (trước thuộc quận Trà Ôn cũ)
- Quận Ô Môn: có 2 tổng là Định Thới và Thới Bảo
- Quận Phụng Hiệp: có 2 tổng là Định Phước và Định Hòa
- Quận Cái Vồn: có 2 tổng là An Trường (trước thuộc quận Châu Thành cũ) và Bình Lễ (trước thuộc quận Trà Ôn cũ)
- Quận Cầu Kè: có 2 tổng là Thành Trị và Tuân Giáo.

Tên quận mới được lấy theo tên gọi nơi đặt quận lỵ mới. Trong đó, quận Cái Răng có quận lỵ mới đặt tại Cái Răng, còn trước đó quận lỵ quận Châu Thành cũ đặt tại ngay tỉnh lỵ Cần Thơ. Đồng thời, quận Cái Vồn có quận lỵ mới đặt tại Cái Vồn, còn trước đó quận lỵ quận Trà Ôn cũ đặt tại Trà Ôn.
Ngày 27 tháng 6 năm 1934, do có một số quận có nơi đặt quận lỵ lại lần nữa dời về địa điểm cũ, chính quyền thực dân Pháp lại một lần nữa lấy lại tên gọi cũ cho một số quận ở tỉnh Cần Thơ. Trong đó, đổi tên quận Cái Răng thành quận Châu Thành như cũ, đổi tên quận Cái Vồn thành quận Trà Ôn như cũ. Quận Châu Thành vẫn gồm 2 tổng là Định Bảo và Định An; quận Trà Ôn vẫn gồm 2 tổng là An Trường và Bình Lễ. Như vậy cho đến năm 1945, tỉnh Cần Thơ bao gồm 5 quận: Châu Thành, Ô Môn, Phụng Hiệp, Cầu Kè, Trà Ôn.
Ngày 30 tháng 11 năm 1934, chính quyền thực dân Pháp lại sắp xếp đất đai thị xã Cần Thơ trực thuộc tỉnh Cần Thơ thành 5 khu phố và 1 khu phố ngoại ô để thu thuế thổ trạch.
| Đơn vị hành chính tỉnh Cần Thơ năm 1939 | Đơn vị hành chính tỉnh Cần Thơ năm 1939 | Đơn vị hành chính tỉnh Cần Thơ năm 1939 |
| STT                                     | Quận                                    | Tổng |
| --------------------------------------- | --------------------------------------- | --- |
| 1                                       | Châu Thành                              | - Tổng Định Bảo có 12 làng: Mỹ Khánh, Nhơn Ái, Nhơn Nghĩa, Phú Lợi, Tân An, Tân Hòa Tây, Tân Thạnh Đông, Thạnh An, Thới Bình, Thành Mỹ, Thường Thạnh, Thường Thạnh Đông - Tổng Định An có 4 làng: Đông Phú, Hậu Thành Hưng, Phú Mỹ Đông, Phú Thứ |
| 2                                       | Cầu Kè                                  | - Tổng Thạnh Trị có 5 làng: Hựu Thành, Thuận Thới, Tích Thiện, Trà Côn, Vĩnh Xuân - Tổng Tuân Giáo có 8 làng: An Phú Tân, Hòa An, Thông Hòa, Châu Điền, Phong Thạnh, Phong Phú, Tam Ngãi, Thạnh Phú.                                             |
| 3                                       | Ô Môn                                   | - Tổng Định Thới có 7 làng: Long Tuyền, Tân Thới, Tân An, Giai Xuân, Thới An Đông, Thới Long, Phú Thới - Tổng Thới Bảo có 8 làng: Định Môn, Ô Môn, Thới Đông, Thới Lai, Thới Thạnh, Trường Lạc, Trường Long, Trường Thành                        |
| 4                                       | Phụng Hiệp                              | - Tổng Định Hòa có 8 làng: Hòa Mỹ, Mỹ Phước, Tân Bình, Tân Hưng, Tân Lập, Thạnh Hưng, Thạnh Xuân, Trung Hưng - Tổng Định Phước có 6 làng: Đông Sơn, Như Long, Phụng Hiệp, Song Mỹ, Thường Phước, Trường Thạnh Sơn                                |

### Giai đoạn 1945–1954
Từ năm 1876 đến năm 1954, địa giới hành chính tỉnh Cần Thơ thời Pháp thuộc vẫn không thay đổi. Tuy nhiên, trong thời gian chiến tranh Đông Dương, chính quyền kháng chiến của Việt Minh có điều chỉnh một phần địa giới hành chính của tỉnh Cần Thơ. Sau Cách mạng tháng Tám 1945, Ủy ban Kháng chiến Hành chánh Nam bộ chủ trương bỏ cấp tổng, bỏ đơn vị làng, thống nhất gọi là xã, đồng thời bỏ danh xưng quận, gọi thay thế bằng huyện. Chính quyền Việt Nam Cộng hòa đến năm 1956 cũng thống nhất dùng danh xưng là xã, tuy nhiên vẫn gọi là quận cho đến năm 1975. Lúc bấy giờ, tỉnh Cần Thơ là một trong 21 tỉnh ở Nam Bộ.
Trong 2 năm 1948 và năm 1949, tỉnh Cần Thơ nhận thêm huyện Thốt Nốt từ tỉnh Long Xuyên; nhận các huyện Long Mỹ, Gò Quao, Giồng Riềng, Châu Thành và thị xã Rạch Giá từ tỉnh Rạch Giá vừa bị giải thể và nhận huyện Kế Sách từ tỉnh Sóc Trăng. Đồng thời, tỉnh Cần Thơ giao hai huyện Trà Ôn và Cầu Kè về cho tỉnh Vĩnh Long. Từ năm 1951, hai huyện Trà Ôn và Cầu Kè lại thuộc tỉnh Vĩnh Trà, vốn là một tỉnh được phía chính quyền Việt Minh thành lập do hợp nhất hai tỉnh Vĩnh Long và Trà Vinh trước đó. Đến năm 1954, tỉnh Vĩnh Trà bị giải thể, chia lại thành hai tỉnh Vĩnh Long và Trà Vinh như cũ.
Ngày 29 tháng 12 năm 1952, chính quyền Quốc gia Việt Nam thân Pháp quyết định công nhận đô thị tỉnh lỵ Cần Thơ trở thành thị xã hỗn hợp (commune mixte) Cần Thơ trực thuộc tỉnh Cần Thơ.
Tuy nhiên, việc thay đổi phân chia sắp xếp hành chính trong tỉnh Cần Thơ của chính quyền Việt Minh trong giai đoạn này lại không được phía chính quyền Quốc gia Việt Nam thân Pháp của Bảo Đại và sau này là chính quyền Việt Nam Cộng hòa công nhận. Đến năm 1954, chính quyền Việt Minh lại quyết định tái lập tỉnh Rạch Giá. Tháng 10 năm 1954, các huyện Long Mỹ, Gò Quao, Giồng Riềng, Châu Thành và thị xã Rạch Giá cũng trở lại thuộc tỉnh Rạch Giá. Đồng thời, huyện Thốt Nốt cũng trở lại thuộc tỉnh Long Xuyên, huyện Kế Sách trở lại thuộc tỉnh Sóc Trăng. Bên cạnh đó, tỉnh Cần Thơ cũng nhận lại các huyện Trà Ôn và Cầu Kè như cũ.

### Giai đoạn 1954–1976
Sau hiệp định Genève năm 1954, ban đầu chính quyền Quốc gia Việt Nam và sau đó là Việt Nam Cộng hòa ban đầu vẫn duy trì tên gọi tỉnh Cần Thơ như thời Pháp thuộc.
Sau năm 1956, các làng gọi là xã. 
Ngày 17 tháng 2 năm 1956, Chính quyền Việt Nam Cộng hòa ban hành Sắc lệnh số 16-NV về việc quyết định thành lập tỉnh Tam Cần bao gồm phần đất được tách ra từ các tỉnh Vĩnh Long, Trà Vinh và Cần Thơ. Hai quận Trà Ôn và Cầu Kè khi đó thuộc về tỉnh Tam Cần. Tuy nhiên, đến cuối năm 1956, tỉnh Tam Cần lại bị giải thể, sáp nhập vào tỉnh Trà Vinh và sau đó đổi tên là tỉnh Vĩnh Bình. Từ năm 1957, các quận Trà Ôn và Cầu Kè cùng thuộc về tỉnh Vĩnh Bình.
Ngày 22 tháng 10 năm 1956, Tổng thống Việt Nam Cộng hòa Ngô Đình Diệm ban hành Sắc lệnh số 143-NV về việc:
- Thành lập tỉnh Phong Dinh trên cơ sở đổi tên tỉnh Cần Thơ.
- Tỉnh lỵ tỉnh Phong Dinh đặt tại Cần Thơ và vẫn giữ nguyên tên là Cần Thơ, về mặt hành chánh thuộc xã Tân An, quận Châu Thành.

Ngày 23 tháng 2 năm 1957, tỉnh Phong Dinh được nhận lại quận Long Mỹ (gồm cả vùng đất Vị Thanh) như cũ.
Ngày 24 tháng 12 năm 1961, tách vùng đất ở Long Mỹ, Vị Thanh sáp nhập vào địa bàn tỉnh Chương Thiện vừa mới thành lập. Sau đó, các quận, các tổng, xã trong tỉnh Phong Dinh và tỉnh Chương Thiện đều phân chia lại.
Tuy nhiên phía chính quyền Mặt trận Dân tộc Giải phóng Miền Nam Việt Nam và sau này là Chính phủ Cách mạng lâm thời Cộng hòa Miền Nam Việt Nam cùng với Việt Nam Dân chủ Cộng hòa không công nhận tên gọi tỉnh Phong Dinh mà vẫn gọi theo tên cũ là tỉnh Cần Thơ.
Tháng 7 năm 1956, chính quyền Cách mạng cũng cho thành lập tỉnh Tam Cần và đến cuối năm 1956 cũng giải thể tỉnh này. Lúc này, hai huyện Trà Ôn và Cầu Kè cũng được đưa về tỉnh Tam Cần, sang năm 1957 lại được phía chính quyền Cách mạng giao về cho tỉnh Trà Vinh.
Năm 1957, huyện Long Mỹ trở lại thuộc tỉnh Cần Thơ.
Năm 1958, huyện Kế Sách lại chuyển về thuộc tỉnh Cần Thơ.
Năm 1963, huyện Thốt Nốt thuộc tỉnh An Giang (trước năm 1956 là tỉnh Long Xuyên) lại được đưa về tỉnh Cần Thơ.
Sau năm 1965, các tổng đều bị giải thể, các xã trực thuộc quận.
Tháng 6 năm 1966, thành lập thị xã Vị Thanh trực thuộc tỉnh Cần Thơ. 
Tháng 10 năm 1966, huyện Châu Thành thuộc tỉnh Cần Thơ được chia ra thành hai huyện là Châu Thành A và Châu Thành B.
Cuối năm 1967, nhập lại là Châu Thành. Sau nhiều lần chia tách rồi sáp nhập Châu Thành Vòng Cung vào Châu Thành A, Châu Thành B nhập lại là huyện Châu Thành.
Năm 1969, tách thị xã Cần Thơ khỏi tỉnh Cần Thơ trực thuộc khu Tây Nam Bộ.
Năm 1971, thị xã Cần Thơ trở lại thuộc tỉnh Cần Thơ.
Tháng 8 năm 1972, Thường vụ Khu ủy Khu 9 của phía chính quyền Cộng hòa Miền Nam Việt Nam và Việt Nam Dân chủ Cộng hòa quyết định tách thị xã Cần Thơ ra khỏi tỉnh Cần Thơ, hình thành thành phố Cần Thơ trực thuộc Khu 9, bao gồm thị xã Cần Thơ và 6 xã vùng ven thuộc các huyện Ô Môn, Châu Thành trước đó.
Năm 1976, tỉnh Cần Thơ và thành phố Cần Thơ là hai đơn vị hành chính ngang bằng nhau.
Tỉnh Cần Thơ khi có 7 đơn vị hành chính trực thuộc, bao gồm thị xã Vị Thanh và 6 huyện: Châu Thành, Phụng Hiệp, Ô Môn, Long Mỹ, Thốt Nốt, Kế Sách.
Sau ngày 30 tháng 4 năm 1975, chính quyền quân quản Cộng hòa miền Nam Việt Nam lúc bấy giờ vẫn duy trì hai đơn vị hành chính cấp tỉnh ngang bằng nhau là tỉnh Cần Thơ và thành phố Cần Thơ cho đến đầu năm 1976. Lúc này, chính quyền Cách mạng cũng bỏ danh xưng "quận" có từ thời Pháp thuộc và lấy danh xưng "huyện" (quận và phường dành cho các đơn vị hành chánh tương đương khi đã đô thị hóa).
Ngày 20 tháng 9 năm 1975, Bộ Chính trị ban hành Nghị quyết số 245-NQ/TW về việc hợp nhất tỉnh Vĩnh Long, tỉnh Trà Vinh, tỉnh Cần Thơ (ngoại trừ huyện Thốt Nốt), tỉnh Sóc Trăng và thành phố Cần Thơ thành một tỉnh, tên gọi tỉnh mới cùng với nơi đặt tỉnh lỵ sẽ do địa phương đề nghị lên.
Ngày 20 tháng 12 năm 1975, Bộ Chính trị ban hành Nghị quyết số 19/NQ về việc hợp nhất tỉnh Cần Thơ (có cả huyện Thốt Nốt), tỉnh Sóc Trăng và thành phố Cần Thơ được tiến hành hợp nhất lại thành một tỉnh.

### Giai đoạn 1976–1992
Ngày 24 tháng 2 năm 1976, Chính phủ Cách mạng Lâm thời Cộng hòa miền Nam Việt Nam ban hành Nghị định số 3/NQ/1976 về việc hợp nhất ba đơn vị hành chính cấp tỉnh ngang bằng nhau là tỉnh Cần Thơ, tỉnh Sóc Trăng và thành phố Cần Thơ thành một tỉnh mới, lấy tên là tỉnh Hậu Giang.
Ngày 24 tháng 3 năm 1976, Chính phủ ban hành Quyết định số 17/QĐ-76 về việc hợp nhất ba đơn vị hành chính cấp tỉnh ngang bằng nhau là là tỉnh Cần Thơ, tỉnh Sóc Trăng và thành phố Cần Thơ thành tỉnh mới, lấy tên là tỉnh Hậu Giang.
Tỉnh tỉnh Hậu Giang gồm có thành phố Cần Thơ (tỉnh lỵ), 2 thị xã: Sóc Trăng, Vị Thanh và 11 huyện: Thốt Nốt, Ô Môn, Châu Thành, Phụng Hiệp, Long Mỹ, Kế Sách, Mỹ Tú, Mỹ Xuyên, Long Phú, Thạnh Trị, Vĩnh Châu.
Ngày 15 tháng 12 năm 1977, Hội đồng Chính phủ ban hành Quyết định số 330-CP về việc:
- Sáp nhập thị xã Vị Thanh vào huyện Long Mỹ.
- Chuyển thị xã Vị Thanh thành thị trấn Vị Thanh thuộc huyện Long Mỹ.

Ngày 26 tháng 10 năm 1981, Hội đồng Bộ trưởng của ban hành Quyết định số 119-HĐBT về việc chia huyện Long Mỹ thành hai huyện Long Mỹ và huyện Mỹ Thanh.
Ngày 6 tháng 4 năm 1982, Hội đồng Bộ trưởng của ban hành Quyết định số 64-HĐBT về việc đổi tên huyện Mỹ Thanh thành huyện Vị Thanh.
Năm 1991, tỉnh Hậu Giang cũ gồm có thành phố Cần Thơ, thị xã Sóc Trăng và 12 huyện: Thốt Nốt, Ô Môn, Châu Thành, Phụng Hiệp, Vị Thanh, Long Mỹ, Kế Sách, Mỹ Tú, Mỹ Xuyên, Long Phú, Thạnh Trị, Vĩnh Châu.
Ngày 26 tháng 12 năm 1991, Quốc hội ban hành Nghị quyết về việc chia tỉnh Hậu Giang để tái lập tỉnh Cần Thơ và tỉnh Sóc Trăng.
- Tỉnh Cần Thơ có 7 đơn vị hành chính, bao gồm: Thành phố Cần Thơ và 6 huyện: Thốt Nốt, Ô Môn, Châu Thành, Phụng Hiệp, Vị Thanh, Long Mỹ.
  - Tỉnh có 3.022,30 km² diện tích tự nhiên với số dân là 1.614.350 người.
  - Tỉnh lỵ: Thành phố Cần Thơ.

- Tỉnh Sóc Trăng có 7 đơn vị hành chính, bao gồm: Thị xã Sóc Trăng và 6 huyện: Kế Sách, Long Phú, Mỹ Tú, Mỹ Xuyên, Thạnh Trị, Vĩnh Châu.
  - Tỉnh Sóc Trăng có 3.138,67 km² diện tích tự nhiên với số dân là 1.067.167 người.
  - Tỉnh lỵ: Thị xã Sóc Trăng.

### Giai đoạn 1992–2003
Tỉnh Cần Thơ chính thức được tái lập và đi vào hoạt động trở lại từ tháng 4 năm 1992. Tỉnh Cần Thơ lúc đó có diện tích 2.965,36 km², dân số là 1.832.045 người, bao gồm thành phố Cần Thơ và 6 huyện: Châu Thành, Long Mỹ, Ô Môn, Phụng Hiệp, Thốt Nốt, Vị Thanh. Tỉnh lỵ là thành phố Cần Thơ.
Ngày 5 tháng 5 năm 1992, Chính phủ ban hành Quyết định về việc công nhận thành phố Cần Thơ là đô thị loại II, trực thuộc tỉnh Cần Thơ.
Năm 1994, tỉnh Cần Thơ có 1 thành phố, 6 huyện với 15 phường, 6 thị trấn và 73 xã.
| Đơn vị hành chính tỉnh Cần Thơ năm 1994 | Đơn vị hành chính tỉnh Cần Thơ năm 1994 | Đơn vị hành chính tỉnh Cần Thơ năm 1994 |
| STT                                     | Tên                                     | Hành chính |
| --------------------------------------- | --------------------------------------- | --- |
| 1                                       | Thành phố Cần Thơ                       | 15 phường: An Cư, An Hòa, An Hội, An Lạc, An Nghiệp, An Phú, An Thới, Bình Thủy, Cái Khế, Hưng Lợi, Hưng Phú, Tân An, Thới Bình, Trà Nóc, Xuân Khánh và 7 xã: An Bình, Giai Xuân, Hưng Thạnh, Long Hòa, Long Tuyền, Mỹ Khánh, Thới An Đông |
| 2                                       | Huyện Châu Thành                        | 1 thị trấn Cái Răng (huyện lỵ) và 13 xã: Đông Phú, Đông Phước, Đông Thạnh, Nhơn Ái, Nhơn Nghĩa, Phú An, Phú Hữu, Tân Hòa, Tân Phú Thạnh, Tân Thuận, Thạnh Xuân, Trường Long, Trường Long Tây                                               |
| 3                                       | Huyện Long Mỹ                           | 1 thị trấn Long Mỹ (huyện lỵ) và 9 xã: Long Bình, Long Phú, Long Trị, Lương Tâm, Thuận Hưng, Vị Thắng, Vĩnh Thuận Đông, Vĩnh Viễn, Xà Phiên                                                                                                |
| 4                                       | Huyện Ô Môn                             | 1 thị trấn Ô Môn (huyện lỵ) và 12 xã: Định Môn, Đông Thuận, Phước Thới, Tân Thới, Thới An, Thới Đông, Thới Lai, Thới Long, Thới Thạnh, Trường Lạc, Trường Thành, Trường Xuân                                                               |
| 5                                       | Huyện Phụng Hiệp                        | 1 thị trấn Phụng Hiệp (huyện lỵ) và 11 xã: Đại Thành, Hiệp Hưng, Hòa An, Hòa Mỹ, Long Thạnh, Phụng Hiệp, Phương Bình, Phương Phú, Tân Bình, Tân Phước Hưng, Thạnh Hòa                                                                      |
| 6                                       | Huyện Thốt Nốt                          | 1 thị trấn Thốt Nốt (huyện lỵ) và 12 xã: Tân Lộc, Thạnh An, Thạnh Lộc, Thạnh Quới, Thạnh Thắng, Thới Thuận, Thuận Hưng, Trung An, Trung Hưng, Trung Nhứt, Thạnh Phú, Vĩnh Trinh                                                            |
| 7                                       | Huyện Vị Thanh                          | 1 thị trấn Vị Thanh (huyện lỵ) và 9 xã: Hỏa Lựu, Hỏa Tiến, Vị Đông, Vị Tân, Vị Thanh, Vị Thủy, Vĩnh Thuận Tây, Vĩnh Tường, Vĩnh Trung |

Ngày 1 tháng 7 năm 1999, Chính phủ ban hành Nghị định số 45/1999/NĐ-CP về việc:
- Thành lập thị xã Vị Thanh.
- Đổi tên huyện Vị Thanh thành huyện Vị Thủy.
- Thành lập các phường, xã, thị trấn thuộc thị xã Vị Thanh và huyện Vị Thủy.

Ngày 6 tháng 11 năm 2000, Chính phủ ban hành Nghị định số 64/2000/NĐ-CP về việc thành lập huyện Châu Thành A trên cơ sở điều chỉnh địa giới hành chính huyện Châu Thành.
Cuối năm 2002, tỉnh Cần Thơ có 9 đơn vị hành chính trực thuộc, bao gồm thành phố Cần Thơ, thị xã Vị Thanh và 7 huyện: Châu Thành, Châu Thành A, Phụng Hiệp, Vị Thủy, Long Mỹ, Ô Môn, Thốt Nốt với 20 phường, 13 thị trấn, 89 xã.
| Đơn vị hành chính tỉnh Cần Thơ năm 2002 | Đơn vị hành chính tỉnh Cần Thơ năm 2002 | Đơn vị hành chính tỉnh Cần Thơ năm 2002 |
| STT                                     | Tên                                     | Hành chính |
| --------------------------------------- | --------------------------------------- | --- |
| 1                                       | Thành phố Cần Thơ                       | 15 phường: An Cư, An Hòa, An Hội, An Lạc, An Nghiệp, An Phú, An Thới, Bình Thủy, Cái Khế, Hưng Lợi, Hưng Phú, Tân An, Thới Bình, Trà Nóc, Xuân Khánh và 7 xã: An Bình, Giai Xuân, Hưng Thạnh, Long Hòa, Long Tuyền, Mỹ Khánh, Thới An Đông      |
| 2                                       | Thị xã Vị Thanh                         | 5 phường: 1, 3, 4, 5, 7 và 3 xã: Hỏa Lựu, Hỏa Tiến, Vị Tân |
| 3                                       | Huyện Châu Thành                        | 2 thị trấn: Cái Răng (huyện lỵ), Ngã Sáu và 7 xã: Đông Phú, Đông Phước, Đông Phước A, Đông Thạnh, Phú An, Phú Hữu, Phú Hữu A |
| 4                                       | Huyện Châu Thành A                      | 1 thị trấn Một Ngàn (huyện lỵ) và 10 xã: Nhơn Ái, Nhơn Nghĩa, Nhơn Nghĩa A, Tân Hòa, Tân Phú Thạnh, Tân Thuận, Thạnh Xuân, Trường Long, Trường Long A, Trường Long Tây                                                                          |
| 5                                       | Huyện Long Mỹ                           | 1 thị trấn Long Mỹ (huyện lỵ) và 8 xã: Long Bình, Long Phú, Long Trị, Lương Tâm, Thuận Hưng, Vĩnh Thuận Đông, Vĩnh Viễn, Xà Phiên |
| 6                                       | Huyện Ô Môn                             | 3 thị trấn: Ô Môn (huyện lỵ), Cờ Đỏ, Thới Lai và 16 xã: Định Môn, Đông Bình, Đông Hiệp, Đông Thuận, Phước Thới, Tân Thới, Thới An, Thới Đông, Thới Lai, Thới Long, Thới Thạnh, Trường Lạc, Trường Thành, Trường Xuân, Trường Xuân A, Xuân Thắng |
| 7                                       | Huyện Phụng Hiệp                        | 3 thị trấn: Phụng Hiệp (huyện lỵ), Cây Dương, Kinh Cùng và 14 xã: Bình Thành, Đại Thành, Hiệp Hưng, Hòa An, Hòa Mỹ, Long Thạnh, Phụng Hiệp, Phương Bình, Phương Phú, Tân Bình, Tân Long, Tân Phước Hưng, Tân Thành, Thạnh Hòa                   |
| 8                                       | Huyện Thốt Nốt                          | 2 thị trấn: Thốt Nốt (huyện lỵ), Thạnh An và 15 xã: Tân Lộc, Thạnh An, Thạnh Lộc, Thạnh Mỹ, Thạnh Phú, Thạnh Quới, Thạnh Thắng, Thới Thuận, Thuận Hưng, Trung An, Trung Hưng, Trung Kiên, Trung Nhứt, Trung Thạnh, Vĩnh Trinh                   |
| 9                                       | Huyện Vị Thủy                           | 1 thị trấn Nàng Mau (huyện lỵ) và 9 xã: Vị Bình, Vị Đông, Vị Thắng, Vị Thanh, Vị Thủy, Vị Trung, Vĩnh Thuận Tây, Vĩnh Trung, Vĩnh Tường |

Ngày 26 tháng 11 năm 2003, Quốc hội ban hành Nghị quyết số 22/2003/QH11 về việc chia tỉnh Cần Thơ thành thành phố Cần Thơ trực thuộc trung ương và tỉnh Hậu Giang.
- Thành phố Cần Thơ trực thuộc trung ương có diện tích tự nhiên là 138.959,99 ha và dân số hiện tại là 1.112.121 người, bao gồm: diện tích và số dân của thành phố Cần Thơ cũ; huyện Ô Môn; huyện Thốt Nốt; một phần của huyện Châu Thành, bao gồm: thị trấn Cái Răng; các ấp Thạnh Mỹ, Thạnh Huề, Thạnh Thắng, Yên Hạ và 176 ha diện tích cùng với 2.216 người của ấp Phú Quới thuộc xã Đông Thạnh; các ấp Thạnh Hóa, Thạnh Hưng, Thạnh Thuận, An Hưng, Thạnh Phú, Phú Khánh, Khánh Bình và 254,19 ha diện tích cùng với 1.806 người của ấp Phú Hưng thuộc xã Phú An; các ấp Phú Thành, Phú Thạnh, Phú Thuận, Phú Thuận A và 304,61 ha diện tích cùng với 1.262 người của ấp Phú Lợi thuộc xã Đông Phú; một phần của huyện Châu Thành A, bao gồm: xã Trường Long; xã Nhơn Ái; xã Nhơn Nghĩa; ấp Tân Thạnh Đông và 84,7 ha diện tích cùng với 640 người của ấp Tân Thạnh Tây thuộc xã Tân Phú Thạnh.

- Tỉnh Hậu Giang có diện tích tự nhiên là 160.772,49 ha và dân số hiện tại là 766.105 người, bao gồm: diện tích và số dân của thị xã Vị Thanh; huyện Phụng Hiệp; huyện Long Mỹ; huyện Vị Thủy; phần còn lại của huyện Châu Thành và huyện Châu Thành A, trừ phần diện tích và số dân của hai huyện này đã được điều chỉnh về thành phố Cần Thơ trực thuộc trung ương quy định như trên. Tỉnh lỵ tỉnh Hậu Giang đặt tại thị xã Vị Thanh.[18]

Như vậy, tỉnh Cần Thơ chính thức bị giải thể kể từ ngày 1 tháng 1 năm 2004.